# Esperantist
Esperantist bezeichnet einerseits „einen Kenner des Esperanto“, aber auch einen „Anhänger des Esperanto“.

## Geschichte und Definition
Schon sehr bald nach der Veröffentlichung der Plansprache Esperanto durch Ludwik Lejzer Zamenhof im Jahr 1887 fingen ihre Anhänger an, sich Esperantisten zu nennen. So hieß die erste, ab 1889 erscheinende Esperanto-Zeitschrift La Esperantisto (deutsch Der Esperantist). In einer auf dem 1. Esperanto-Weltkongress 1905 in Boulogne-sur-Mer beschlossenen „Erklärung über das Wesen des Esperantismus“ („Deklaracio pri la Esenco de la Esperantismo“) wird das Wort im fünften Absatz wie folgt definiert:

„Esperantist wird jeder Mensch genannt, der die Sprache Esperanto beherrscht und anwendet, ganz gleich für welche Zwecke er sie anwendet. Die Zugehörigkeit zu irgendeiner aktiven Gesellschaft von Esperantisten ist jedem Esperantisten zu empfehlen, aber nicht verpflichtend.“

Die Endung -ist lässt vermuten, es handele sich um einen Anhänger einer bestimmten Ideologie, einer bestimmten kultur- oder sprachpolitischen Bestrebung. In diesem Fall nimmt „Esperantist“ Bezug auf den „Esperantismus“, der im Titel der Erklärung von Boulogne (1905) auftaucht und im ersten Absatz definiert wird:

„Der Esperantismus ist das Bemühen, auf der ganzen Welt die Verwendung einer neutralen menschlichen Sprache zu verbreiten, die, ‚ohne sich in das innere Leben der Völker hineinzudrängen und in keiner Weise mit dem Ziel, die bestehenden nationalen Sprache herauszudrängen‘, den Menschen verschiedener Nationen die Möglichkeit gäbe, sich untereinander zu verständigen.“

Daher ist der alternative Begriff „Esperanto-Sprecher“ (Esperanto-parolanto) aufgekommen, der diese Konnotation vermeidet und mit dem ausdrücklich lediglich die Zugehörigkeit zur Esperanto-Sprachgemeinschaft bezeichnet wird. Die Bezeichnung Esperantismus ist heute unüblich; man spricht eher von der Esperanto-Bewegung.

## „Interna ideo“ (innere Idee)
Der Sprachgründer Zamenhof hat mit Esperanto auch eine „innere Idee“ (interna ideo) verbunden. Dazu sagte er auf dem 8. Esperanto-Weltkongress 1912 in Krakau:

„Die innere Idee von Esperanto – die für den einzelnen Esperantisten in keiner Weise verpflichtend ist, die aber, wie Sie wissen, auf Esperanto-Kongressen herrscht und immer herrschen muss – ist: auf neutraler sprachlicher Basis die Mauern zwischen den Völkern niederzureißen und die Menschen daran zu gewöhnen, dass jeder von ihnen seinen Nächsten als Menschen und Bruder ansehen möge.“

Die geschichtliche Entwicklung der interna ideo hat Alessandra Madella dargestellt.